# Resplendent (アルバム)
『Resplendent』（レスプレンデント）は、日本のバンド、ストレイテナーの3枚目のミニアルバム。2013年9月11日にEMI Records Japanより発売された。

## 概要
- 『STRAIGHTENER』以来、約2年振りとなるオリジナルアルバムであり、ミニアルバムとしては『Immortal』以来約6年振りとなる[1]。
- 初回限定盤には、2013年5月8日に渋谷クラブクアトロで行われた「21st CENTURY ROCK BAND TOUR」の初日公演より、9曲のライブ映像が収録されている。
- 収録された5曲中3曲にタイアップが付いている。
- ビデオクリップ集「EMOTION PICTURE SOUNDTRACK 3」と同時発売。

## 楽曲解説
「シンデレラソング」
読売テレビ「キューン!」9月度エンディングテーマ。
今作のリードトラックであり、PVが製作されている。PVは同日発売の「EMOTION PICTURE SOUNDTRACK 3」に収録されている。
「BLACK DYED」
日本テレビ『PERSON of INTEREST 犯罪予知ユニット』エンディングテーマ。
この曲もPVが製作されており、発売2ヶ月前の7月17日にUNIVERSAL MUSIC JAPAN公式YouTubeチャンネルでPVが公開された。PVは同日発売の「EMOTION PICTURE SOUNDTRACK 3」に収録されている。
「SCARLET STARLET」
バンダイナムコゲームスソーシャル版RPG『テイルズ オブ リンク』テーマソング。

## 収録内容

### Disc 1 / CD
| 全作詞・作曲: ホリエアツシ。 |                         |              |              |      |
| #                            | タイトル                | 作詞         | 作曲・編曲   | 時間 |
| 1.                           | 「シンデレラソング」    | ホリエアツシ | ホリエアツシ | 3:07 |
| 2.                           | 「BRILLIANT DREAMER」   | ホリエアツシ | ホリエアツシ | 3:19 |
| 3.                           | 「BLACK DYED」          | ホリエアツシ | ホリエアツシ | 3:57 |
| 4.                           | 「SCARLET STARLET」     | ホリエアツシ | ホリエアツシ | 3:19 |
| 5.                           | 「WISH I COULD FORGET」 | ホリエアツシ | ホリエアツシ | 4:13 |
| 合計時間:                    | 合計時間:               | 17:55        |              |      |

### Disc 2 / DVD (初回限定盤のみ)
| #  | タイトル                 | 作詞 | 作曲・編曲 |
| -- | ------------------------ | ---- | ---------- |
| 1. | 「DISCOGRAPHY」          |      |            |
| 2. | 「PLAY THE STAR GUITAR」 |      |            |
| 3. | 「VANDALISM」            |      |            |
| 4. | 「SIX DAY WONDER」       |      |            |
| 5. | 「プレアデス」           |      |            |
| 6. | 「From Noon Till Dawn」  |      |            |
| 7. | 「YES，SIR」             |      |            |
| 8. | 「TRAVELING GARGOYLE」   |      |            |
| 9. | 「TENDER」               |      |            |

## 演奏
- ホリエアツシ：Vocal, Guitar, Synthesizer
- 大山純：Guitar
- 日向秀和：Bass
- ナカヤマシンペイ：Drums